# Lijst van voetbalinterlands Amerikaanse Maagdeneilanden - Saint Lucia
Deze lijst van voetbalinterlands is een overzicht van alle officiële voetbalwedstrijden tussen de nationale teams van de Amerikaanse Maagdeneilanden en Saint Lucia. De landen speelden tot op heden drie keer tegen elkaar. De eerste ontmoeting was een vriendschappelijke wedstrijd op 28 januari 2000 in Frederiksted. Het laatste duel, een kwalificatiewedstrijd voor de Caribbean Cup 2001, werd gespeeld in Port-au-Prince (Haïti) op 14 april 2001.

## Wedstrijden
| № | Plaats         | Datum           | Competitie                      | Wedstrijd                     | Uitslag |
| - | -------------- | --------------- | ------------------------------- | ----------------------------- | ------- |
| 1 | Frederiksted   | 28 januari 2000 | Vriendschappelijk               | Am. Maagdeneil. − Saint Lucia | 0 − 9   |
| 2 | Frederiksted   | 30 januari 2000 | Vriendschappelijk               | Am. Maagdeneil. − Saint Lucia | 0 − 2   |
| 3 | Port-au-Prince | 14 april 2001   | Caribbean Cup 2001 kwalificatie | Saint Lucia − Am. Maagdeneil. | 14 − 1  |

## Samenvatting
| Competitie                 | Totaal gespeeld | Winst Am. Maagdeneil. | Gelijk | Winst Saint Lucia | Doelsaldo Am. Maagdeneil. – Saint Lucia |
| -------------------------- | --------------- | --------------------- | ------ | ----------------- | --------------------------------------- |
| Caribbean Cup-kwalificatie | 1               | 0                     | 0      | 1                 | 1 − 14                                  |
| Vriendschappelijk          | 2               | 0                     | 0      | 2                 | 0 − 11                                  |
| Totaal                     | 3               | 0                     | 0      | 3                 | 1 − 25                                  |

Wedstrijden bepaald door strafschoppen worden, in lijn met de FIFA, als een gelijkspel gerekend.